# Erik Vastesson
Erik Vastesson (förekommer även under latinsk namnform Ericus Vastonis eller i litteraturen under namnet Erik Fastesson), död 1 juni 1465 i Rom, var en svensk präst.
Erik Vastesson var en av de mer framträdande personerna inom den svenska birgittinordens historia vid mitten av 1400-talet. Han omtalas i skriftliga handlingar första gången 1440 och var då präst i Linköpings stift och före detta skolmästare i Skänninge. 1445 var han kaplan vid Vadstena kloster, och utnämndes då av Bengta Gunnarsdotter till föreståndare för Birgittas hus och hospital i Rom. 1446 ankom han till Rom och kvarstod på sin befattning fram till sin död. Han innehade kanonikat och prebende i Linköping. Erik Vastesson torde ha skött sin uppgift väl, men kom i konflikt med klostret i Vadstena genom de kostnader underhållet av inrättningen i Rom ådrog sig. Han hamnade även i konflikt med Kristian I, troligen på grund av kritik han riktat mot dennes gunstling Marcellus. Han erhöll av påven kanonikat och prebende i Strängnäs och Åbo 1456.